# 김동엽 (1938년)
김동엽(金東燁, 1938년 10월 26일~1997년 4월 10일)은 대한민국의 전직 야구 선수 출신의 전직 야구 감독이자, 전직 야구 해설가였다.

## 경력
황해도 사리원에서 태어나 1950년 12월, 한국 전쟁 때 부산으로 월남했다. 부산토성초등학교 시절부터 야구를 시작하여 해군을 거쳐 조흥은행에서 1968년까지 선수로 활동했다. 선수 생활을 마친 후 심판으로 활동하다가 1971년부터 건국대학교, 실업 팀 롯데(현재의 롯데 자이언츠의 전신) 등의 감독을 맡아서 특유의 카리스마 넘치는 강압적인 지도로 좋은 성적을 거두었다. 1977년 실업 야구 롯데 감독 시절 부산에서 서울까지 선수들을 구보로 뛰게 한 것은 유명한 일화이다. 이후 방송계에서 입담을 과시하여 《홈런출발》등의 라디오 진행자를 맡기도 했고, 각종 어린이 대상 TV 프로와 연예 TV 프로에도 자주 얼굴을 비춰 국민적 인지도가 꽤 높은 야구인이었다.
1982년 KBO 리그가 출범할 때 해태 타이거즈의 초대 감독으로 부임했지만 성적 부진과 코치진과의 불화로 인해 조창수 코치에게 대행직을 넘기고 시즌 시작 한 달 만에 총감독으로 일선에서 물러났다. 이후 1983년 후기리그부터 MBC 청룡의 감독으로 복귀했으나, 친정 팀 해태에 한국시리즈에서 1무 4패로 맥없이 패하여 다시 경질되었으며 1982년 시즌 후 해태 총감독 자리에서 물러난 뒤 MBC 라디오 해설위원을 역임하면서 MBC 청룡을 관찰하기도 했다. 1985년 시즌 중 또 다시 MBC 청룡의 감독에 복귀했으나 2년 만에 경질되었다. 당시 MBC 청룡 구단 측은 선진 야구를 체득하기 위해 영입한 일본인 미즈타니 히사노부 투수 코치에게 투수 운용에 대한 전권을 주었는데, 김동엽 감독과 사이가 극히 나빠 팀 성적에 오히려 악영향을 미쳤다고 밝혔으며 미즈타니 코치는 1987년 후기 당시 감독 대행을 맡았던 유백만이 같은 해 말 정식 감독 취임하자 일본으로 돌아갔고 장명부가 같은 시기 MBC 투수코치 물망에 올랐지만  전 소속팀 빙그레 측이 내건 요구조건에 MBC가 난색을 표명하여  무산됐다.
'빨간 장갑의 마술사'라고도 불린 그는 다혈질에 카리스마가 넘치는 감독이었다. 그리고 관중들에게 볼거리를 보여 주기 위해 심판에게 의도적으로 거친 항의를 하는 척하였다. 다만 아마추어 시절의 강압적인 지도가 프로와는 잘 맞지 않는 면이 있어 선수나 코치하고 마찰이 잦았다.

## 야구 은퇴 이후와 만년
감독에서 퇴임한 이후에는 SBS(1991년에는 라디오, 이후 1992년부터는 TV에서 중계 시작)에서 야구 해설가로도 활동하다가, 야구 선수들의 병역 문제를 언급한 설화 때문에 중도 하차하였는데 SBS에 앞서 1989년부터 MBC TV 야구 해설위원을 역임했던 박영길 전직 삼성 야구 감독이 1990년 시즌 후 태평양 야구 감독으로 부임하자 박영길 위원의 후임 물망에 한때 거론되기도 했다. 이후 경제적 어려움을 겪으면서 가정 불화로 부인&가족하고 별거하던 중, 1997년 4월 10일 서울특별시 용산구 이촌동의 독신자 아파트에서 숨진 채 발견되었다. 사인은 난로의 불완전 연소에 의한 일산화 탄소 중독으로 밝혀졌다. 저서로는 자전적 에피소드를 모은 에세이 《그래 잘라라 잘라》가 있으며, 원로 만화가 박기정(1937년 5월 7일생~2022년 10월 18일졸)이 본인(김동엽)의 고등학교 2년 선배이자 야구부에서 선수 생활을 같이 했었고 본인(김동엽)이 《낙엽 따라 가버린 사랑》을 부른 가수 차중락(1942년 3월 2일생~1968년 11월 10일졸)의 형 차중덕(1941년 2월 10일생)과 경복고 동기이자 야구부 동기였다.

## 출신 학교
- 왜정 말기 시대 황해사리원소학교 입학(1945년 3월)
- 북괴 초기 시대 황해사리원인민소학교 6학년 중퇴(1950년 7월)
- 피난 및 월남 후 경남부산토성국교(현재의 부산토성초등학교) 6학년 신규 전입학(1952년 3월)
- 피난 및 월남 후 경남부산토성국교(현재의 부산토성초등학교) 졸업(1953년 2월)
- 서울경복중학교 입학(1953년 3월)
- 서울경복중학교 졸업(1956년 2월)
- 서울중앙고등학교 입학(1956년 3월)
- 서울중앙고등학교 1학년 수료 및 전퇴(1957년 2월)
- 서울경복고등학교 2학년 전입학(1957년 3월)
- 서울경복고등학교 졸업(1959년 2월)
- 성균관대학교 영어영문학과 입학(1963년 2월)
- 성균관대학교 영어영문학과 학사(1967년 8월)

## CF
- 1981년 국순당L&B 나폴레온
- 1985년 세정 인디안 티셔츠
- 1985년 동화약품 알파활명수
- 1987년 한일양행 겔올지

## 방송
- 1980년 MBC 표준 FM 《홈런출발 김동엽입니다.》
- 1981년 MBC 표준 FM 《김동엽과 함께》
- 1984년 MBC 《웃으면 복이와요 - 백번천번 당신이지》
- 1984년 MBC 표준 FM 《아침을 달린다》
- 1985년 MBC 《특집 스타24시》
- 1986년 MBC 《그리운 노래 그리운 사람》
- 1988년 KBS 제1라디오 《김동엽의 스포츠쇼》
- 1992년 SBS 《남편은 요리사》
- 1992년 KBS 《퀴즈탐험 신비의 세계》
- 1995년 KBS 《체험 삶의 현장》
- 1995년 SBS 《여기는 희망본부》
- 1995년 KBS 《TV는 사랑을 싣고》

## 드라마
- 1995년 SBS 《시트콤 형사 5》 - 김자풍 부장 역